# Copa Independencia de Bangladés 2018
La Copa Independencia 2018-19, también conocida como la Walton Independence Cup 2018 o Walton Independence Cup Football Tournament 2018 por razones de patrocinio, fue la décima edición de la Copa Independencia de Bangladés, el torneo anual de fútbol organizado por la Federación de Fútbol de Bangladés. Un total de trece participantes disputaron la competición.
El Arambagh KS fue el ganador de la edición anterior, habiendo derrotado 2-0 al Chittagong Abahani en la final del torneo.

## Sistema de competición
Los participantes se dividen en tres grupos de tres equipos y uno de cuatro clubes, en el que los dos primeros de cada uno es el que avance a la ronda de los cuartos de final, posteriormente las semifinales hasta llegar a la final. La sede para todos los juegos se dio en el Estadio Nacional Bangabandhu de Daca. El sorteo de los grupos se definió en la instalación del edificio Motijheel por la Federación de Bangladés el 25 de noviembre de 2018.
El equipo ganador recibe un premio económico de 5960 dólares, mientras que el subcampeón se queda con 3576 dólares.

## Fase de grupos
- Los horarios corresponden al tiempo de Bangladés (UTC+6).

### Grupo A
| Pos. | Equipo      | Pts. | PJ | PG | PE | PP | GF | GC | Dif. |
| ---- | ----------- | ---- | -- | -- | -- | -- | -- | -- | ---- |
| 1.º  | Arambagh KS | 6    | 2  | 2  | 0  | 0  | 5  | 2  | 3    |
| 2.º  | Saif S. C.  | 3    | 2  | 1  | 0  | 1  | 2  | 3  | −1   |
| 3.º  | Team BJMC   | 0    | 2  | 0  | 0  | 2  | 1  | 3  | −2   |

|  | Clasifica a las cuartos de final |

### Grupo B
| Pos. | Equipo             | Pts. | PJ | PG | PE | PP | GF | GC | Dif. |
| ---- | ------------------ | ---- | -- | -- | -- | -- | -- | -- | ---- |
| 1.º  | Chittagong Abahani | 7    | 3  | 2  | 1  | 0  | 4  | 0  | 4    |
| 2.º  | Rahmatganj MFS     | 4    | 3  | 1  | 1  | 1  | 3  | 1  | 2    |
| 3.º  | NofeL S. C.        | 3    | 3  | 1  | 0  | 2  | 2  | 6  | −4   |
| 4.º  | Mohammedan Dhaka   | 2    | 3  | 0  | 2  | 1  | 0  | 2  | −2   |

|  | Clasifica a las cuartos de final |

### Grupo C
| Pos. | Equipo                | Pts. | PJ | PG | PE | PP | GF | GC | Dif. |
| ---- | --------------------- | ---- | -- | -- | -- | -- | -- | -- | ---- |
| 1.º  | Abahani Limited Dhaka | 4    | 2  | 1  | 1  | 0  | 2  | 1  | 1    |
| 2.º  | Brothers Union        | 2    | 2  | 0  | 2  | 0  | 1  | 1  | 0    |
| 3.º  | Muktijoddha Sangsad   | 1    | 2  | 0  | 1  | 1  | 2  | 3  | −1   |

|  | Clasifica a las cuartos de final |

### Grupo D
| Pos. | Equipo              | Pts. | PJ | PG | PE | PP | GF | GC | Dif. |
| ---- | ------------------- | ---- | -- | -- | -- | -- | -- | -- | ---- |
| 1.º  | Bashundhara Kings   | 4    | 2  | 1  | 1  | 0  | 2  | 0  | 2    |
| 2.º  | Sheikh Russel K. C. | 2    | 2  | 0  | 2  | 0  | 0  | 0  | 0    |
| 3.º  | Sheikh Jamal D. C.  | 1    | 2  | 0  | 1  | 1  | 0  | 2  | −2   |

|  | Clasifica a las cuartos de final |

## Fase final

### Cuadro de desarrollo
|  | Cuartos de final               | Cuartos de final               |                   |                | Semifinales          | Semifinales          |  |               | Final           | Final           |  |
|  | 11 / 12 / 13 / 14 de diciembre | 11 / 12 / 13 / 14 de diciembre |                   |                | 19 / 20 de diciembre | 19 / 20 de diciembre |  |               | 26 de diciembre | 26 de diciembre |  |
|  |                                |                                |                   |                |                      |                      |  |               |                 |                 |  |
|  |                                |                                |                   |                |                      |                      |  |               |                 |                 |  |
|  | Arambagh KS                    | 3 (3)                          |                   |                |                      |                      |  |               |                 |                 |  |
|  | Arambagh KS                    | 3 (3)                          |                   |                |                      |                      |  |               |                 |                 |  |
|  | Brothers Union                 | 3 (4)                          |                   |                |                      |                      |  |               |                 |                 |  |
|  | Brothers Union                 | 3 (4)                          |                   | Brothers Union | 0                    |                      |  |               |                 |                 |  |
|  |                                |                                |                   | Brothers Union | 0                    |                      |  |               |                 |                 |  |
|  |                                |                                | Sheikh Russel     | 2              |                      |                      |  |               |                 |                 |  |
|  | Chittagong Abahani             | 0                              | Sheikh Russel     | 2              |                      |                      |  |               |                 |                 |  |
|  | Chittagong Abahani             | 0                              |                   |                |                      |                      |  |               |                 |                 |  |
|  | Sheikh Russel                  | 2                              |                   |                |                      |                      |  |               |                 |                 |  |
|  | Sheikh Russel                  | 2                              |                   |                |                      |                      |  | Sheikh Russel | 1               |                 |  |
|  |                                |                                |                   |                |                      |                      |  | Sheikh Russel | 1               |                 |  |
|  |                                |                                | Bashundhara Kings | 2              |                      |                      |  |               |                 |                 |  |
|  | Abahani Dhaka                  | 1                              | Bashundhara Kings | 2              |                      |                      |  |               |                 |                 |  |
|  | Abahani Dhaka                  | 1                              |                   |                |                      |                      |  |               |                 |                 |  |
|  | Saif S. C.                     | 0                              |                   |                |                      |                      |  |               |                 |                 |  |
|  | Saif S. C.                     | 0                              |                   | Abahani Dhaka  | 1 (6)                |                      |  |               |                 |                 |  |
|  |                                |                                |                   | Abahani Dhaka  | 1 (6)                |                      |  |               |                 |                 |  |
|  |                                |                                | Bashundhara Kings | 1 (7)          |                      |                      |  |               |                 |                 |  |
|  | Bashundhara Kings              | 2 (3)                          | Bashundhara Kings | 1 (7)          |                      |                      |  |               |                 |                 |  |
|  | Bashundhara Kings              | 2 (3)                          |                   |                |                      |                      |  |               |                 |                 |  |
|  | Rahmatganj MFS                 | 2 (2)                          |                   |                |                      |                      |  |               |                 |                 |  |
|  | Rahmatganj MFS                 | 2 (2)                          |                   |                |                      |                      |  |               |                 |                 |  |
|  |                                |                                |                   |                |                      |                      |  |               |                 |                 |  |

### Cuartos de final
| 11 de diciembre de 2018, 16:30 | Arambagh KS                                                                                           | 3:3 (3:4 p.)               | Brothers Union                                                                                                 | Estadio Nacional Bangabandhu, Daca                   |                                                      |
|                                | - Robiul Hasan 12', 53' - Paul Emile Biyaga 85'                                                       |                            | - Leonardo Lima 43' - Mannaf Rabby 65' - Jack Daniels 78'                                                      | Asistencia: 6480 espectadores Árbitro(s): Jakir Khan | Asistencia: 6480 espectadores Árbitro(s): Jakir Khan |
|                                | | Tiros desde el punto penal | |                                                      |                                                      |
|                                | - Mohammad Rockey - Rajon Mia - Robiul Hasan - Abu Sufian Zahid - Kingsley Nkurumeh - Chinedu Matthew |                            | - Leonardo Lima - Mannaf Rabby - Everton Souza Santos - Muayad Khalid - Joseph Nur Rahman - Khan Mohammad Tara |                                                      |                                                      |

| 12 de diciembre de 2018, 16:30 | Chittagong Abahani | 0:2 | Sheikh Russel KC                          | Estadio Nacional Bangabandhu, Daca                    |                                                       |
|                                |                    |     | - Alisher Azizov 35' - Raphael Odovin 38' | Asistencia: 2346 espectadores Árbitro(s): Narul Islam | Asistencia: 2346 espectadores Árbitro(s): Narul Islam |

| 13 de diciembre de 2018, 16:30 | Dhaka Abahani         | 1:0 | Saif S. C. | Estadio Nacional Bangabandhu, Daca                         |                                                            |
|                                | - Kervens Belfort 81' |     |            | Asistencia: 6499 espectadores Árbitro(s): Ashikur Talukdar | Asistencia: 6499 espectadores Árbitro(s): Ashikur Talukdar |

| 14 de diciembre de 2018, 16:30 | Bashundhara Kings                                                                                     | 2:2 (3:2 p.)               | Rahmatganj MFS                                                                       | Estadio Nacional Bangabandhu, Daca                      |                                                         |
|                                | - Daniel Colindres 66' - Bakhtiyar Duyshobekov 90+5'                                                  |                            | - Jamal Hossain 25' - Faysal Ahmed 71'                                               | Asistencia: 3591 espectadores Árbitro(s): Jahangir Alam | Asistencia: 3591 espectadores Árbitro(s): Jahangir Alam |
|                                | | Tiros desde el punto penal |                                                                                      |                                                         |                                                         |
|                                | - Bakhtiyar Duyshobekov - Emon Mahmud Babu - Masuk Mia Jony - Nasiruddin Chowdhury - Daniel Colindres |                            | - Siyo Zunapio - Damian Chigozie Udeh - Faysal Ahmed - Didarul Islam - Monday Osagie |                                                         |                                                         |

### Semifinales
| 19 de diciembre de 2018, 16:30 | Brothers Union | 0:2 | Sheikh Russel KC          | Estadio Nacional Bangabandhu, Daca                    |                                                       |
|                                |                |     | - Alisher Azizov 45', 51' | Asistencia: 4964 espectadores Árbitro(s): Maruf Islam | Asistencia: 4964 espectadores Árbitro(s): Maruf Islam |

| 20 de diciembre de 2018, 16:30 | Dhaka Abahani | 1:1 (6:7 p.)               | Bashundhara Kings | Estadio Nacional Bangabandhu, Daca                           |                                                              |
|                                | - Kervens Belfort 82' |                            | - Motin Mia 69' | Asistencia: 3761 espectadores Árbitro(s): Sazzad Islam Kiron | Asistencia: 3761 espectadores Árbitro(s): Sazzad Islam Kiron |
|                                | | Tiros desde el punto penal | |                                                              |                                                              |
|                                | - Masih Saighani - Kervens Belfort - Waly Faisal - Rubel Mia - Sunday Chizoba - Raihan Hasan - Tutul Hossain Badsha - Imtiaz Sultan Jitu |                            | - Bakhtiyar Duyshobekov - Marcos Vinícius - Hemanta Vincent Biswas - Nasiruddin Chowdhury - Daniel Colindres - Rokonuzzaman Kanchan - Masuk Mia Jony - Anisur Rahman Zico |                                                              |                                                              |

### Final
| 26 de diciembre de 2018, 16:30 | Sheikh Russel KC       | 0:2 (0:2 t. s.) | Bashundhara Kings                     | Estadio Nacional Bangabandhu, Daca                        |                                                           |
|                                | - Raphael Odovin 45+1' |                 | - Marcos Vinícius 16' - Motin Mia 95' | Asistencia: 12488 espectadores Árbitro(s): Sujit Banarjee | Asistencia: 12488 espectadores Árbitro(s): Sujit Banarjee |

|                           |
| Campeón Bashundhara Kings |
| 1.er título               |

## Goleadores
4 goles
- Paul Emile Biyaga (Arambagh KS)

3 goles
- Alisher Azizov (Sheikh Russel KC)
- Robiul Hasan (Arambagh KS)
- Mamadou Bah (Chittagong Abahani)

2 goles
- Faisal Ahmed Shitol (Dhaka Abahani)
- Jamal Bhuyan (Saif Sporting Club)
- Motin Mia (Bashundhara Kings)
- Leonardo Vieira Lima (Brothers Union)
- Siyo Zunapio (Rahmatganj MFS)
- Kervens Belfort (Dhaka Abahani)
- Bakhtiyar Duyshobekov (Bashundhara Kings)
- Raphael Odovin (Sheikh Russel KC)

1 gol
- Arifur Rahman (Arambagh KS)
- Faysal Ahmed (Rahmatganj MFS)
- Jamal Hossain (Rahmatganj MFS)
- Khandokar Ashraful Islam (NoFeL Sporting Club)
- Mannaf Rabby (Brothers Union)
- Mohammad Roman (NoFeL Sporting Club)
- Nasiruddin Chowdhury (Bashundhara Kings)
- Rakibul Islam (Rahmatganj MFS)
- Sujon Biswas (Muktijoddha Sangsad KC)
- Marcos Vinícius (Bashundhara Kings)
- Daniel Colindres (Bashundhara Kings)
- Yusuke Kato (Muktijoddha Sangsad KC)
- Mufta Lawal (Chittagong Abahani)
- Samson Iliasu (Team BJMC)
- Jack Daniels (Brothers Union)